# 台灣鐵道少女

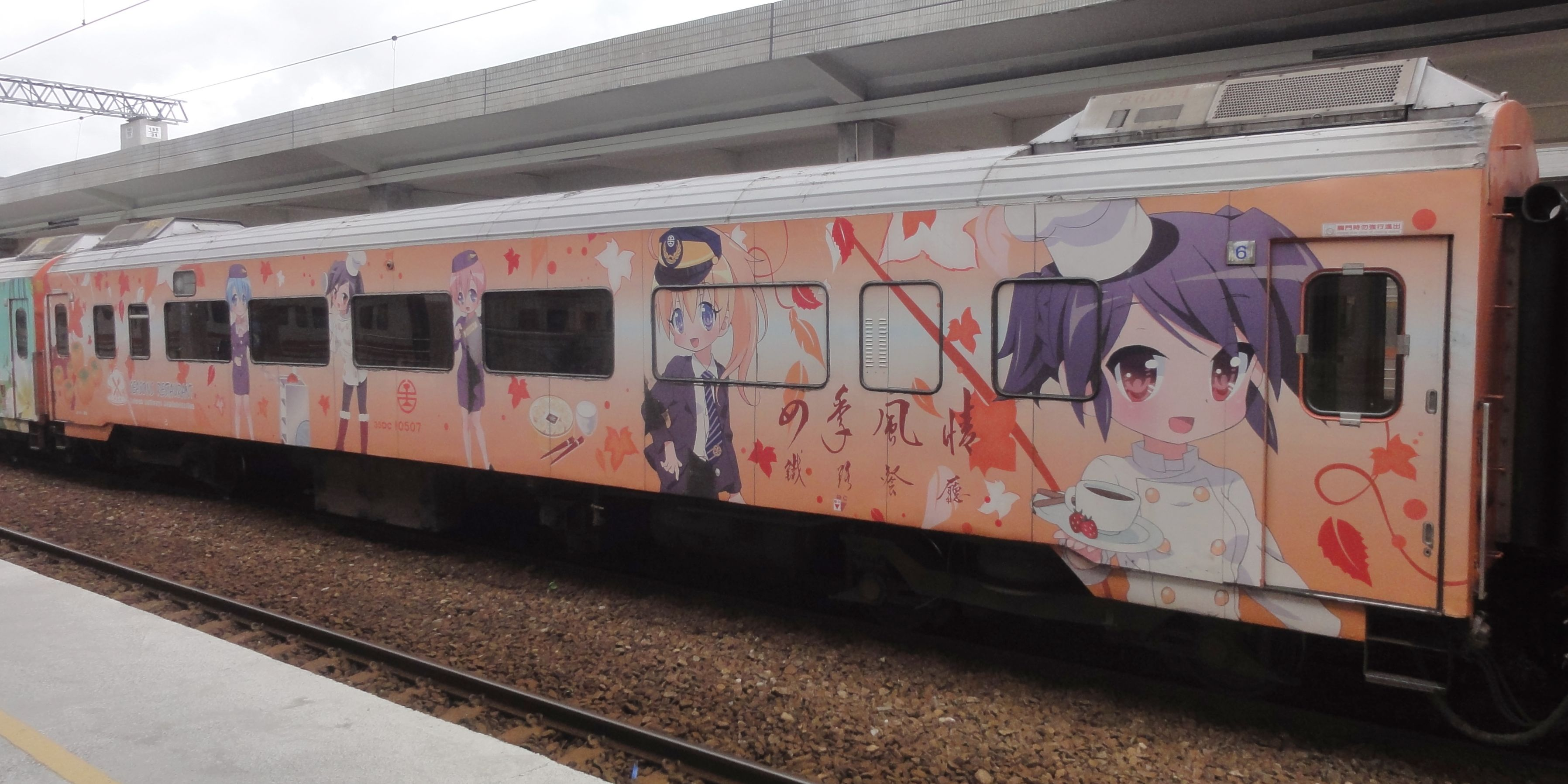
台灣鐵道少女彩繪車廂秋版

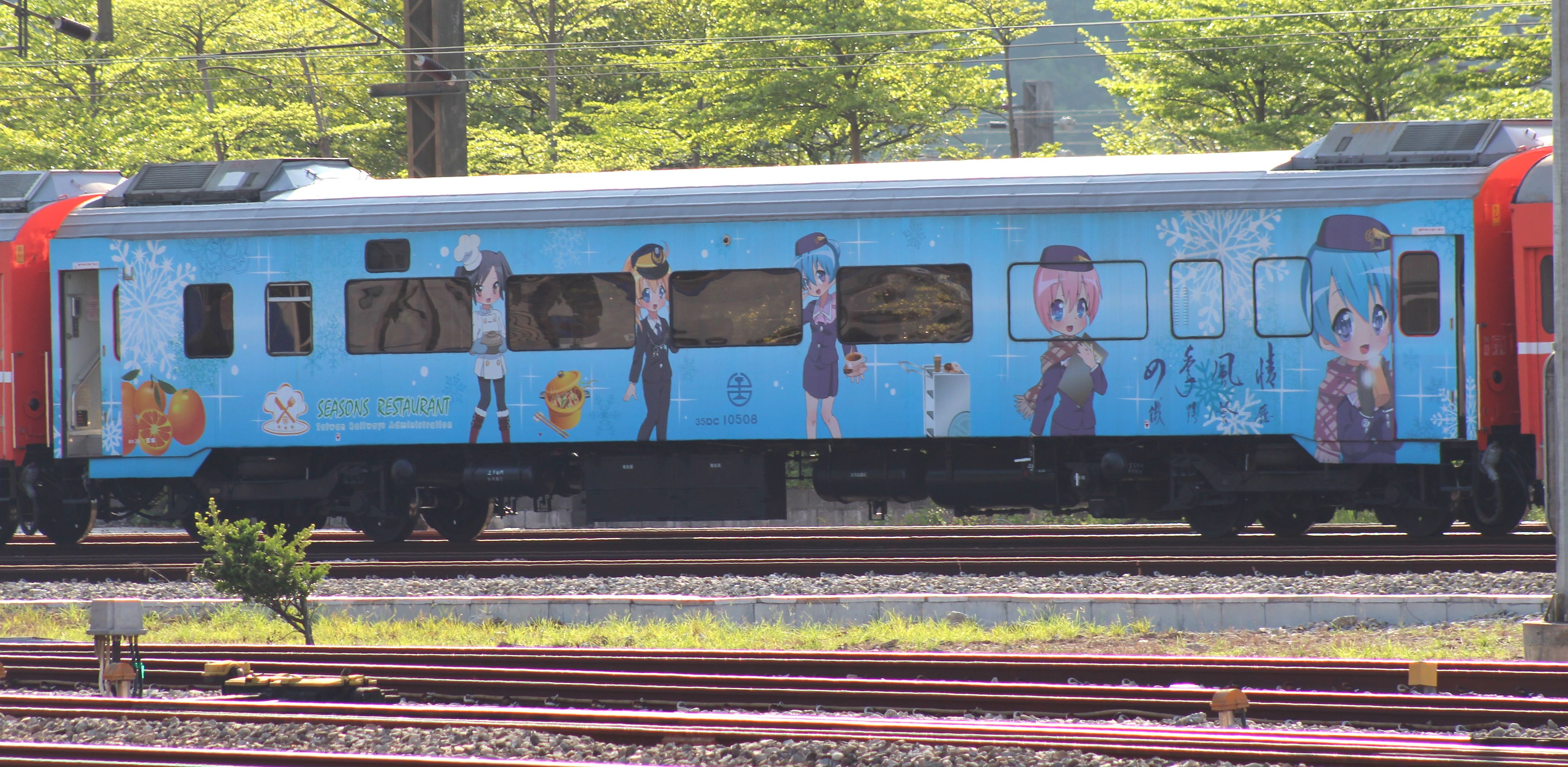
台灣鐵道少女彩繪車廂冬版

台灣鐵道少女，又稱為台鐵少女，是2012年年底台灣鐵路管理局與視野文化創意工作室（視野文創）合作的鐵路客車彩繪產物。人物有原先的列車長芮兒、廚師阿霞、服務員愛麗絲、服務員桃樂斯，以及後續視野文創加上的司機員芮薇。
2017年10月14日，一卡通票證公司與視野文創合作發行台灣鐵道少女iPASS一卡通四張，其中一款卡片「芮兒的煩惱」正面是芮兒哭著下跪，引發臺灣鐵路產業工會秘書蕭農瑀批評「把旅客當神明，把員工當垃圾」；但該卡包裝背面有說明，芮兒哭著下跪並沒有要向旅客道歉的意味，而是對於一再發生旅客逃票等行為的無奈，是訴諸旅客守法的軟性表達方式。2017年10月15日，一卡通票證公司停止販售「芮兒的煩惱」。2017年10月16日，一卡通票證公司票務處經理王俊平說，「芮兒的煩惱」是以Q版詼諧的方式呈現，絕無影射之意。

## 外部連結
- 臺灣鐵道少女的Facebook專頁
- 視野文創的Facebook專頁